# Mateusz Baranowski
Mateusz Baranowski (ur. 19 lipca 1997 w Zielonej Górze) – polski snookerzysta, czterokrotny mistrz Polski.

## Kariera
Snookerem interesował się już od dzieciństwa, osiągając wiele sukcesów w polskich zawodach dla juniorów. Pierwszym międzynarodowym sukcesem było dostanie się do fazy finałowej Mistrzostw Europy do lat 21 w marcu 2011 (Baranowski miał wtedy 13 lat). Przegrał jednak w 1/16 finału ze Szkotem Robertem Carlisle. W kolejnej edycji tych zawodów wygrał 5 z 6 meczów w fazie grupowej oraz doszedł do ćwierćfinału fazy finałowej, przegrywając z Michaelem Leslie. W 2014 pewnie wygrał swoją grupę i doszedł do półfinału zawodów, gdzie pokonał go Irańczyk Hossein Vafaei. W 2016 uzyskał tytuł Mistrza Europy na 6 czerwonych do lat 21, pokonując w finale Niemca Lukasa Kleckersa 4:3. W 2017 i 2018 wygrał Mistrzostwa Polski dwukrotnie pokonując w finale Kacpra Filipiaka. Kolejny sukces to ponowne zdobycie tytułu Mistrza Polski w 2022, kiedy to w finale pogromił obrońcę tytułu, Konrada Juszczyszyna, 5:1. Poza sukcesami indywidualnymi, Mateusz Baranowski ma na koncie liczne wygrane w turniejach drużynowych, m.in. drużynowe Mistrzostwo Polski w 2019 (z Tomaszem Skalskim jako partnerem) oraz drużynowe Mistrzostwo Europy w 2022 i 2023 (dwukrotnie jako partner Antoni Kowalski).

### Zawodowstwo
W 2025 wygrał grupę w turnieju eliminacyjnym Q School pokonując anglika Patricka Whelana 4-2. Dało mu to dwuletnie prawo gry jako zawodowiec w World Snooker Tour w sezonach 2025/26 i 2026/27.
Jego pierwszymi meczami zawodowymi były elimiacje do Wuhan Open 2025, gdzie przegrał z Tomem Fordem 2-5, i British Open 2025, któych wyeliminował go Lei Peifan (0-4).
Swój pierwszy mecz zawodowy wygrał w grupie 19 pierwszej rundy turnieju Championship League pokonując anglika Ryana Daviesa 3-1.

## Występy w turniejach w karierze
| Turniej                    | 2025/26 |
| -------------------------- | ------- |
| Ranking                    | [ i ]   |
| Championship League        | LQ      |
| Xi'an Grand Prix           |         |
| Saudi Arabia Masters       |         |
| English Open               |         |
| British Open               | LQ      |
| Wuhan Open                 | LQ      |
| Northern Ireland Open      |         |
| International Championship |         |
| UK Championship            |         |
| Shoot Out                  |         |
| Scottish Open              |         |
| German Masters             |         |
| Welsh Open                 |         |
| World Open                 |         |
| World Grand Prix           |         |
| Players Championship       |         |
| Tour Championship          |         |
| World Championship         |         |

1. ↑  Nowi gracze w Tourze nie mają rankingu.

| Legenda tabeli wyników              | Legenda tabeli wyników       | Legenda tabeli wyników                     | Legenda tabeli wyników                                                              | Legenda tabeli wyników                     | Legenda tabeli wyników                     |
| ----------------------------------- | ---------------------------- | ------------------------------------------ | ----------------------------------------------------------------------------------- | ------------------------------------------ | ------------------------------------------ |
| LQ                                  | odpadnięcie w kwalifikacjach | #R                                         | odpadnięcie we wczesnej fazie turnieju (WR = runda dzikich kart, RR = faza grupowa) | QF                                         | przegrana w ćwierćfinale                   |
| SF                                  | przegrana w półfinale        | F                                          | przegrana w finale                                                                  | W                                          | zwycięstwo                                 |
| DNQ                                 | nie zakwalifikował/a się     | A                                          | nie brał/a udziału                                                                  | WD                                         | zrezygnował/a w trakcie turnieju           |
| Legenda oznaczeń w tabelach wyników |                              |                                            |                                                                                     |                                            |                                            |
| NH / Nie roz.                       | NH / Nie roz.                | Turniej nie odbył się.                     | Turniej nie odbył się.                                                              | Turniej nie odbył się.                     | Turniej nie odbył się.                     |
| NR / Nie-rank.                      | NR / Nie-rank.               | Turniej nie był zaliczany jako rankingowy. | Turniej nie był zaliczany jako rankingowy.                                          | Turniej nie był zaliczany jako rankingowy. | Turniej nie był zaliczany jako rankingowy. |
| R / Rank.                           | R / Rank.                    | Turniej był zaliczany jako rankingowy.     | Turniej był zaliczany jako rankingowy.                                              | Turniej był zaliczany jako rankingowy.     | Turniej był zaliczany jako rankingowy.     |
| MR / Minor-Rank.                    | MR / Minor-Rank.             | Turniej był zaliczany jako minor ranking.  | Turniej był zaliczany jako minor ranking.                                           | Turniej był zaliczany jako minor ranking.  | Turniej był zaliczany jako minor ranking.  |